# M. S. mester díj

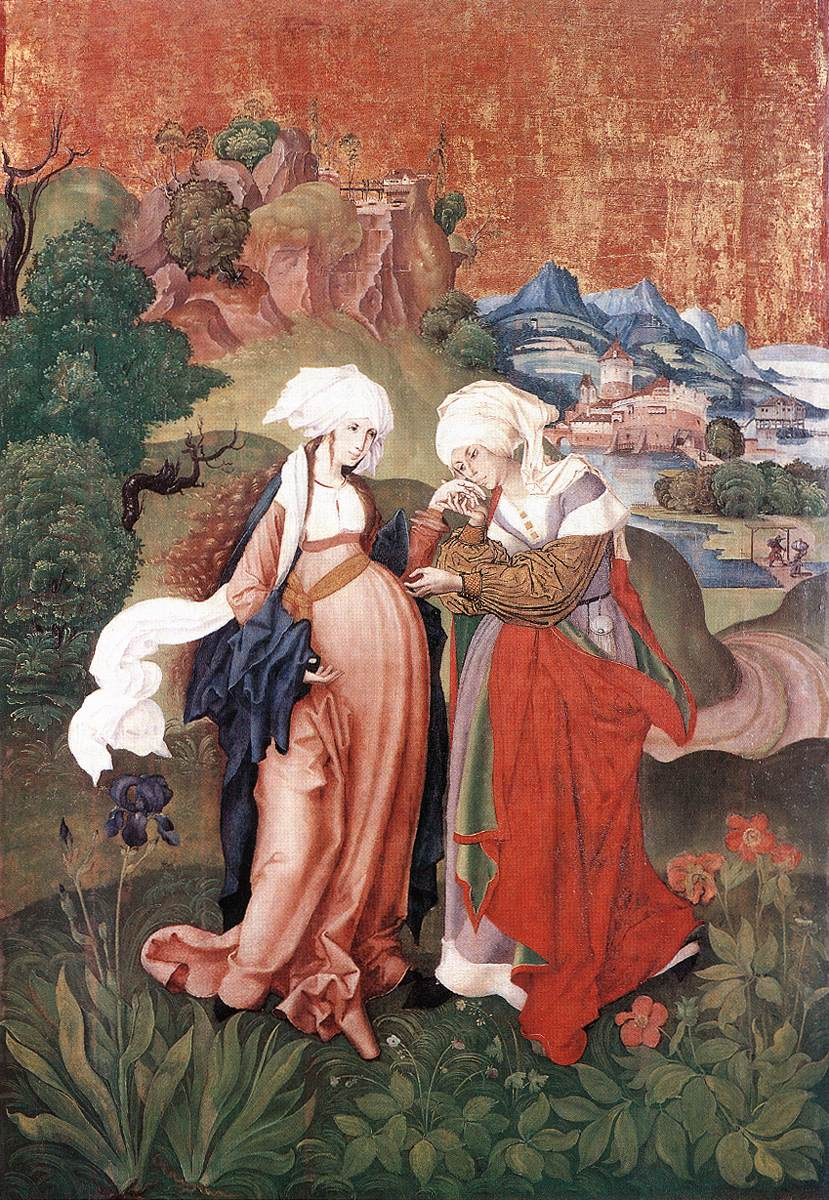
M. S. mester: Vizitáció (Mária látogatása Erzsébetnél) c. 1500-1510 között

Az M. S. mester díj 2001-ben, magánszemélyek által alapított képzőművészeti elismerés.

## A díjalapítás célja
Az európai szellemiségű magyar művészek elismerése, egyúttal a 16. század elején alkotó magyar festőóriás, M S mester alakjának életben tartása. Az elismerést szeptember 8-án, Kisboldogasszony napján adják át Budapesten.

## Alapítók
- Mihály Gábor Munkácsy-díjas szobrászművész
- Molnár Pál Eötvös József-sajtódíjas újságíró

## A díj jelképe
Bronz kisplasztika, melyet Mihály Gábor szobrászművész készített M S mester 1506-ban festett, Mária látogatása Erzsébetnél című műve alapján.

## A kuratórium tagjai
- Bujdosó Ernő
- Györfi Sándor
- Mihály Gábor elnök
- Molnár Pál titkár
- Zelnik József
- valamint a kitüntetett művészek.

## Díjazottak
- 2001 Patay László freskófestő († 2002)
- 2002 Rieger Tibor szobrászművész
- 2003 Kiss Tibor festőművész
- 2004 Nagy Benedek szobrászművész
- 2005 Kárpáti Tamás festőművész
- 2006 Varga Dezső restaurátor
- 2007 Kő Pál szobrászművész
- 2008 Tenk László festőművész
- 2009 Gáspár Péter szobrászművész
- 2010 König Róbert grafikusművész
- 2011 Matl Péter szobrászművész
- 2012 Krisztiáni Sándor † festő- és szobrászművész (posztumusz)
- 2013 Szentkirályi Miklós restaurátorművész
- 2014 Kádár Tibor festőművész[1]
- 2015 Győrfi Lajos szobrászművész
- 2017 Feledy Balázs művészeti író
- 2018 Rieger Tibor szobrászművész[2]

## Külső hivatkozás
A díj honlapja
A díj új honlapja Archiválva 2015. december 8-i dátummal a Wayback Machine-ben